# Карло Кочча
Карло Кочча (італ. Carlo Coccia; 14 квітня 1782, Неаполь — 13 квітня 1873, Новара) — італійський композитор.
Навчався в Неаполі у Джованні Паїзіелло та Феделі Фенаролі. Основа творчої спадщини Кочча — опери, що широко ставилися по всій Італії починаючи з 1807 року, коли в Неаполі побачила світ опера-бурлеск «Шлюб за векселем» (італ. Il matrimonio per lettera di cambio). Найбільш відомі такі опери Кочча, як «Клотильда» (1815, театр Сан-Бенедетто, Венеція), «Етелінда» (1816, там само), «Марія Стюарт» (італ. Maria Stuarda, regina di Scozia; 1827, велика партія написана для Джудітти Паста), «Катерина де Гіз» (італ. Caterina di Guisa; 1833, театр Ла Скала, Мілан). Кочча писав також ораторії, кантати та ін.
У місті Новара, де Кочча жив останніми роками, його ім'я носять театр та оркестр.